# Hongkongdollar
Hongkongdollar (HK$) är den valuta som används i Hongkong, en särskild administrativ region i södra Kina. Valutakoden är HKD. En dollar delas i 100 cent.
Valutan infördes 1937 och ersatte den tidigare silvertrade dollarn sedan 1863 och andra valutor som cirkulerat sedan Hongkong blev en frihandelspost 1814.
Valutan har en fast växelkurs sedan 1983 till kursen 0,12 amerikanska dollar (USD $), det vill säga 1 HKD = 0,12 USD och 1 USD = 7,80 HKD.

## Användning
Hongkong har ingen centralbank, utan valutaansvaret ligger hos Hong Kong Monetary Authority (HKMA) som grundades 1 april 1993 och har huvudkontoret i Central district i Hongkong. Genom särskild lagstiftning bibehåller Hongkong självständigheten över sin valuta även efter återföreningen med Kina.
Utgivningen av sedlar är licensierad till tre storbanker:
- Bank of China (huvudsäte i Hongkong)
- Standard Chartered Bank (huvudsäte i London)
- HSBC (huvudsäte i London)

Förutom i Hongkong accepteras HKD även i Macao och vissa delar i södra Kina.

## Valörer
- Mynt: 1, 2, 5 och 10 dollar
- Underenhet: 10, 20 och 50 cent
- Sedlar: 10, 20, 50, 100, 500 och 1000 (används sällan) HKD